# Poa supina
Poa supina — вид рослин родини тонконогові (Poaceae), поширений у субарктичній, помірній і тропічній Євразії.

## Опис
Багаторічна трав'яниста рослина, іноді столонова. Стебла 6–25 см завдовжки, похилі, лежачі на основі, міжвузля гладкі. Бічні гілки відсутні. Листки в основному прикореневі. Лігули 1–1.5 мм завдовжки, тупі. Листові пластини 1–7 × 0.2–0.3 см, повислі; поля шорсткі; вершини різко гострі. 
Волоть відкрита, пірамідальна, 2–3 см завдовжки, з колосками, зібраними в напрямку кінчиків гілок. Гілочки волоті гладкі. Колоски поодинокі. Родючі колоски на квітконіжках. Колоски складаються 3 4–6 родючих квіток, з зменшеними квіточками на вершині. Колоски яйцюваті; латерально стиснуті, 3.5–5 мм завдовжки, розпадаються в зрілості, роз'єднуючись під кожною родючою квіточкою. Пиляки (1.2)1.5–1.8(2.5) мм або рудиментарні. 2n = 14, 28.

## Поширення
Поширений у субарктичній, помірній і тропічній Євразії; культивується в США. Населяє альпійські й субальпійські луки на схилах, вологі місця.